# کمیسیون انرژی هسته‌ای سازمان ملل متحد
کمیسیون انرژی هسته‌ای سازمان ملل متحد در ۲۴ ژانویه ۱۹۴۶ (میلادی) با نخستین قطع‌نامه ۱ مجمع عمومی سازمان ملل متحد تشکیل شد. هدف از تشکیل این کمیسیون حل مشکلات مرتبط با کشف و استفاده از انرژی هسته‌ای بود.

## پیشنهادها
مجمع عمومی سازمان ملل متحد از کمیسیون خواست تا پیشنهادهای ویژه‌ای را برای ۱) گسترش داد و ستد دانش پایه، بین همه کشورها با هدف صلح ۲) کنترل انرژی هسته‌ای برای اطمینان از استفاده آن تنها برای هدف‌های صلح‌آمیز ۳) جلوگیری از مسلح‌شدن کشورها به جنگ‌افزار هسته‌ای و دیگر جنگ‌افزارهایی که بتوان آنها را جنگ‌افزار کشتار جمعی دانست ۴) بازرسی و دیگر روش‌ها، ایمنی مؤثر برای پشتیبانی از کشورهای نیازمند را در برابر مخاطرههای خشونت‌ها و حمله‌ها ارائه کند.
به دنبال آن در ۱۴ دسامبر ۱۹۴۶ مجمع عمومی سازمان ملل متحد قطع‌نامه‌ای را تصویب کرد که در آن لزوم تکمیل سریع گزارش کمیسیون و توجه شورای امنیت سازمان ملل متحد به آن را یادآوری می‌کرد. در ۳۱ دسامبر ۱۹۴۶ شورای امنیت سازمان ملل متحد گزارش کمیسیون انرژی هسته‌ای سازمان ملل متحد را دریافت و در ۱۰ مارس ۱۹۴۷ (میلادی) قطعنامه ۲۰ شورای امنیت را تصویب کرد. این قطع‌نامه هر گونه توافق انجام‌شده بین اعضای کمیسیون برای جدایش بخش‌های گزارش را مقدماتی می‌دانست و باید به دنبال آن توافق، گزارش تازه‌ای به شورای امنیت ارائه می‌شد.

## طرح باروک
در ۱۴ ژوئن ۱۹۴۶ نماینده ایالات متحده آمریکا در کمیسیون (برنارد باروک) طرح باروک را ارائه کرد. در آن هنگام آمریکا تنها دارنده و تولید کننده جنگ‌افزار هسته‌ای بود. بر پایه این طرح، به شرط آنکه سازمان ملل، بازرسی‌های توسعه اتمی را منوط به حق وتو در شورای امنیت سازمان ملل متحد نمی‌کرد آمریکا زرادخانه هسته‌ای خود را نابود می‌کرد. این بازرسی‌ها تنها اجازه استفاده صلح آمیز هسته‌ای را می‌دادند. این طرح به تصویب کمیسیون رسید. اما هنگامی که پیشنهاد آن به شورای امنیت داده شد اتحاد جماهیر شوروی سوسیالیستی با آن مخالفت کرد. مذاکره درباره این طرح تا ۱۹۴۸ ادامه داشت. اما در سال ۱۹۴۷ معلوم بود که رسیدن به توافق، بعید است.

## شکست
در ۴ نوامبر ۱۹۴۸ (میلادی) مجمع عمومی سازمان در قطع‌نامه ۳ مجمع عمومی سازمان ملل متحد اعلام کرد که گزارش‌های نخست، دوم، و سوم کمیسیون را بررسی کرده و نگرانی بسیار عمیقی از به هدف نرسیدن اهداف کمیسیون دارد. این نگرانی حتی در گزارش سوم نیز بیان شده است.

## انحلال
مجمع عمومی سازمان ملل متحد در سال ۱۹۵۲ (میلادی) رسماً کمیسیون انرژی هسته‌ای را منحل کرد. اگرچه این کمیسیون از ژوئیه ۱۹۴۷ غیر فعال بود.